# Comuna Maidan, Tîsmenîțea
Maidan (în ucraineană Майдан) este o comună în raionul Tîsmenîțea, regiunea Ivano-Frankivsk, Ucraina, formată din satele Maidan (reședința) și Nova Huta.

## Demografie
Componența lingvistică a comunei Maidan
     Ucraineană (98,01%)
     Rusă (1,23%)
     Alte limbi (0,61%)
Conform recensământului din 2001, majoritatea populației comunei Maidan era vorbitoare de ucraineană (98,01%), existând în minoritate și vorbitori de rusă (1,23%).